# Großer Preis von Belgien 1953
Der Große Preis von Belgien 1953 (offiziell XV Grand Prix de Belgique) fand am 21. Juni auf dem Circuit de Spa-Francorchamps in Spa statt und war das vierte Rennen der Automobil-Weltmeisterschaft 1953.

## Bericht

### Hintergrund
Nach dem Großen Preis der Niederlande führte Alberto Ascari in der Fahrerwertung mit acht Punkten vor Bill Vukovich und mit zehn Punkten vor Luigi Villoresi. 
Maserati war mit dem Debüt der neuen Fahrzeuge in den Niederlanden zufrieden, stattete sie jedoch mit verstärkten Hinterachsen aus. Die Werkswagen fuhren Juan Manuel Fangio und José Froilán González sowie der argentinische Debütant Onofre Marimón. Ein vierter Wagen wurde dem belgischen Lokalmatador Johnny Claes zur Verfügung gestellt. Ferrari trat in der üblichen Vier-Wagen-Besetzung mit Ascari, Giuseppe Farina, Villoresi und Mike Hawthorn an. Louis Rosier sowie die Ecurie Francorchamps mit den einheimischen Jacques Swaters und Charles de Tornaco meldeten private Ferrari 500. Beim Gordini-Team wurde der freie Platz von Robert Manzon durch Jean Behra besetzt. 	
Mit Ascari, Farina, Fangio und Rosier (jeweils einmal) traten vier ehemalige Sieger zu diesem Grand Prix an. 	

### Training
Das Training zeigte, dass die neuen Maserati in allen Aspekten mit Ferrari mithalten konnten. Fangio sicherte sich die Pole-Position vor den zeitgleichen Ascari und González.

### Rennen
Am Start beschleunigten die Maserati von González und Fangio den Ferrari Ascaris aus und gingen in Führung. González lag vor Fangio und vergrößerte seinen Vorsprung Runde um Runde. In der 10. Runde blieb er jedoch mit einem gebrochenen Gaspedal liegen, Fangio übernahm automatisch die Führung. Diese dauerte für ihn jedoch nur 2 Runden, dann musste er mit Motorschaden ebenfalls aufgeben. Claes wurde hereingeholt und übergab Fangio seinen Wagen, er fiel dadurch auf den achten Platz zurück. Die Ferrari mit Ascari und Farina lagen nun vorn, Farina konnte seine zweite Position jedoch nur drei Runden halten, dann musste er mit Motorschaden aufgeben. Hawthorn übernahm die zweite Position hinter Ascari, doch auch ihm gelang es nicht, sie bis ins Ziel zu behaupten, denn in der 29. Runde musste er stoppen, um die Benzinleitung reparieren zu lassen. Villoresi erbte den zweiten Platz und fuhr bis ins Ziel. Weniger Glück hatte Fangio, der sich in Claes Wagen bis auf die dritte Position vorgekämpft hatte. In der letzten Runde wollte er an dem abgestellten Wagen von González vorbeifahren, übersah dabei von einem Konkurrenten aus die Piste geschleuderten Schotter und rutsche in den Begrenzungsgraben, wobei sich sein Fahrzeug überschlug. Fangio blieb unverletzt. Damit erreichte Marimón in seinem erst zweiten Grand Prix als Dritter das Podium. Ascari siegte ungefährdet und baute seinen Vorsprung in der Fahrerwertung weiter aus.
In der Fahrerwertung blieb Ascari in Führung, dahinter tauschten Villoresi und Vukovich die Plätze.

## Meldeliste
| Team                      | Nr. | Fahrer                  | Chassis             | Motor           | Reifen |
| ------------------------- | --- | ----------------------- | ------------------- | --------------- | ------ |
| Officine Alfieri Maserati | 02  | José Froilán González   | Maserati A6GCM      | Maserati 2.0 L6 | P      |
| Officine Alfieri Maserati | 04  | Juan Manuel Fangio      | Maserati A6GCM      | Maserati 2.0 L6 | P      |
| Officine Alfieri Maserati | 06  | Johnny Claes            | Maserati A6GCM      | Maserati 2.0 L6 | P      |
| Officine Alfieri Maserati | 28  | Onofre Marimón          | Maserati A6GCM      | Maserati 2.0 L6 | P      |
| Scuderia Ferrari          | 08  | Luigi Villoresi         | Ferrari 500         | Ferrari 2.0 L4  | P      |
| Scuderia Ferrari          | 10  | Alberto Ascari          | Ferrari 500         | Ferrari 2.0 L4  | P      |
| Scuderia Ferrari          | 12  | Giuseppe Farina         | Ferrari 500         | Ferrari 2.0 L4  | P      |
| Scuderia Ferrari          | 14  | Mike Hawthorn           | Ferrari 500         | Ferrari 2.0 L4  | P      |
| Equipe Gordini            | 16  | Jean Behra              | Gordini T16 (1952)  | Gordini 2.0 L6  | E      |
| Equipe Gordini            | 18  | Maurice Trintignant     | Gordini T16 (1952)  | Gordini 2.0 L6  | E      |
| Equipe Gordini            | 20  | Harry Schell            | Gordini T16 (1952)  | Gordini 2.0 L6  | E      |
| Equipe Gordini            | 38  | Fred Wacker             | Gordini T16 (1952)  | Gordini 2.0 L6  | E      |
| HWM                       | 22  | Lance Macklin           | HWM 53              | Alta 1.5        | D      |
| HWM                       | 24  | Paul Frère              | HWM 53              | Alta 1.5        | D      |
| HWM                       | 26  | Peter Collins           | HWM 53              | Alta 1.5        | D      |
| Emmanuel de Graffenried   | 30  | Emmanuel de Graffenried | Maserati A6SSG      | Maserati 2.0 L6 | P      |
| Ecurie Rosier             | 32  | Louis Rosier            | Ferrari 500         | Ferrari 2.0 L4  | D      |
| Georges Berger            | 34  | Georges Berger          | Simca-Gordini T15GC | Gordini         | E      |
| Arthur Legat              | 36  | Arthur Legat            | Veritas Meteor      | Veritas 2.0 L6  | E      |
| Ecurie Belge              | 40  | André Pilette           | Connaught A         | Francis 2.0 L4  | E      |
| Ecurie Francorchamps      | 42  | Jacques Swaters         | Ferrari 500         | Ferrari 2.0 L4  | E      |
| Ecurie Francorchamps      | 44  | Charles de Tornaco      | Ferrari 500         | Ferrari 2.0 L4  | E      |

## Klassifikation

### Startaufstellung
| Pos. | Fahrer                  | Konstrukteur  | Zeit       | Startreihe |
| ---- | ----------------------- | ------------- | ---------- | ---------- |
| 01   | Juan Manuel Fangio      | Maserati      | 4:30,0     | 1 L        |
| 02   | Alberto Ascari          | Ferrari       | 4:32,0     | 1 M        |
| 03   | José Froilán González   | Maserati      | 4:32,0     | 1 R        |
| 04   | Giuseppe Farina         | Ferrari       | 4:36,0     | 2 L        |
| 05   | Luigi Villoresi         | Ferrari       | 4:39,0     | 2 R        |
| 06   | Onofre Marimón          | Maserati      | 4:40,0     | 3 L        |
| 07   | Mike Hawthorn           | Ferrari       | 4:42,0     | 3 M        |
| 08   | Maurice Trintignant     | Gordini       | 4:45,0     | 3 R        |
| 09   | Emmanuel de Graffenried | Maserati      | 4:49,0     | 4 L        |
| 10   | Johnny Claes            | Maserati      | 4:50,0     | 4 R        |
| 11   | Paul Frère              | H.W.M.        | 4:52,0     | 5 L        |
| 12   | Harry Schell            | Gordini       | 4:53,0     | 5 M        |
| 13   | Louis Rosier            | Ferrari       | 4:56,0     | 5 R        |
| 14   | Jean Behra              | Gordini       | 4:57,0     | 6 L        |
| 15   | Peter Collins           | H.W.M.        | 5:03,0     | 7 R        |
| 16   | Fred Wacker             | Gordini       | 5:03,0     | 6 L        |
| 17   | Lance Macklin           | H.W.M.        | 5:14,0     | 7 M        |
| 18   | André Pilette           | Connaught     | 5:23,0     | 7 R        |
| 19   | Arthur Legat            | Veritas       | 5:41,0     | 8 L        |
| 20   | Georges Berger          | Simca-Gordini | 5:58,0     | 8 R        |
| 21   | Jacques Swaters         | Ferrari       | keine Zeit | –          |
| 22   | Charles de Tornaco      | Ferrari       | keine Zeit | –          |

### Rennen
| Pos. | Fahrer                  | Konstrukteur  | Runden | Zeit       | Start | Schnellste Runde |
| ---- | ----------------------- | ------------- | ------ | ---------- | ----- | ---------------- |
| 01   | Alberto Ascari          | Ferrari       | 36     | 2:48:30,3  | 02    |                  |
| 02   | Luigi Villoresi         | Ferrari       | 36     | + 2:48,2   | 05    |                  |
| 03   | Onofre Marimón          | Maserati      | 35     | + 1 Runde  | 06    |                  |
| 04   | Emmanuel de Graffenried | Maserati      | 35     | + 1 Runde  | 09    |                  |
| 05   | Maurice Trintignant     | Gordini       | 35     | + 1 Runde  | 08    |                  |
| 06   | Mike Hawthorn           | Ferrari       | 35     | + 1 Runde  | 07    |                  |
| 07   | Harry Schell            | Gordini       | 33     | + 3 Runden | 12    |                  |
| 08   | Louis Rosier            | Ferrari       | 33     | + 3 Runden | 13    |                  |
| 09   | Fred Wacker             | Gordini       | 32     | + 4 Runden | 15    |                  |
| 10   | Paul Frère              | H.W.M.        | 30     | + 6 Runden | 11    |                  |
| 11   | André Pilette           | Connaught     | 29     | + 7 Runden | 18    |                  |
| –    | Johnny Claes            | Maserati      | 13     | DNF        | 10    |                  |
| –    | Juan Manuel Fangio      | Maserati      | 22     | DNF        | 10    |                  |
| –    | Lance Macklin           | H.W.M.        | 19     | DNF        | 17    |                  |
| –    | Giuseppe Farina         | Ferrari       | 16     | DNF        | 04    |                  |
| –    | Juan Manuel Fangio      | Maserati      | 13     | DNF        | 01    |                  |
| –    | José Froilán González   | Maserati      | 11     | DNF        | 03    | 4:34,0 (02.)     |
| –    | Jean Behra              | Gordini       | 9      | DNF        | 14    |                  |
| –    | Peter Collins           | H.W.M.        | 4      | DNF        | 16    |                  |
| –    | Georges Berger          | Simca-Gordini | 3      | DNF        | 20    |                  |
| –    | Arthur Legat            | Veritas       | 0      | DNF        | 19    |                  |
| DNS  | Jacques Swaters         | Ferrari       | –      | –          | –     | –                |
| DNS  | Charles de Tornaco      | Ferrari       | –      | –          | –     | –                |

## WM-Stand nach dem Rennen
Die ersten fünf bekamen 8, 6, 4, 3 bzw. 2 Punkte; einen Punkt gab es für die schnellste Runde. Es zählten nur die vier besten Ergebnisse aus acht Rennen.

### Fahrerwertung
| Pos. | Fahrer                  | Konstrukteur | Punkte |
| ---- | ----------------------- | ------------ | ------ |
| 01   | Alberto Ascari          | Ferrari      | 25     |
| 02   | Luigi Villoresi         | Ferrari      | 13     |
| 03   | Bill Vukovich           | Kurtis Kraft | 9      |
| 04   | José Froilán González   | Maserati     | 7      |
| 05   | Giuseppe Farina         | Ferrari      | 6      |
| 06   | Art Cross               | Kurtis Kraft | 6      |
| 07   | Mike Hawthorn           | Ferrari      | 6      |
| 08   | Emmanuel de Graffenried | Maserati     | 5      |
| 09   | Onofre Marimón          | Maserati     | 4      |
| 10   | Felice Bonetto          | Maserati     | 2      |
| 11   | Oscar Gálvez            | Maserati     | 2      |
| 12   | Sam Hanks               | Kurtis Kraft | 2      |
| 13   | Duane Carter            | Kurtis Kraft | 2      |
| 14   | Jack McGrath            | Kurtis Kraft | 2      |
| 15   | Maurice Trintignant     | Gordini      | 2      |
| 16   | Fred Agabashian         | Kurtis Kraft | 1,5    |
| 17   | Paul Russo              | Kurtis Kraft | 1,5    |
| 18   | Jean Behra              | Gordini      | 0      |
| 19   | Louis Rosier            | Ferrari      | 0      |
| 20   | Harry Schell            | Gordini      | 0      |

| Pos. | Fahrer              | Konstrukteur         | Punkte |
| ---- | ------------------- | -------------------- | ------ |
| 21   | John Barber         | Cooper               | 0      |
| 22   | Peter Collins       | H.W.M.               | 0      |
| 23   | Stirling Moss       | Connaught            | 0      |
| 24   | Alan Brown          | Cooper               | 0      |
| 25   | Fred Wacker         | Gordini              | 0      |
| 26   | Paul Frère          | H.W.M.               | 0      |
| 27   | André Pilette       | Connaught            | 0      |
| –    | Robert Manzon       | Gordini              | 0      |
| –    | Juan Manuel Fangio  | Maserati             | 0      |
| –    | Carlos Menditéguy   | Gordini              | 0      |
| –    | Adolfo Schwelm-Cruz | Cooper               | 0      |
| –    | Pablo Birger        | Simca-Gordini        | 0      |
| –    | Kenneth McAlpine    | Connaught            | 0      |
| –    | Johnny Claes        | Connaught / Maserati | 0      |
| –    | Roberto Mieres      | Gordini              | 0      |
| –    | Ken Wharton         | Cooper               | 0      |
| –    | Roy Salvadori       | Connaught            | 0      |
| –    | Lance Macklin       | H.W.M.               | 0      |
| –    | Georges Berger      | Simca-Gordini        | 0      |
| –    | Arthur Legat        | Veritas              | 0      |